# مصادم الأيونات و الإلكترونات
مصادم الإلكترونات والأيونات (EIC) هو نوع من مصادم مسرعات الجسيمات المصمم لتصادم حزم الإلكترونات والأيونات ذات سبين مستقطب (عزم مغزلي مستقطب) ، من أجل دراسة خصائص المادة النووية بالتفصيل عبر التشتت الشديد غير المرن . في عام 2012 ، تم نشر ورقة بيضاء  ، تقترح تطوير وبناء معجل EIC ، وفي عام 2015 ، حددت اللجنة الاستشارية للعلوم النووية التابعة لوزارة الطاقة بناء مصادم الأيونات الإلكترونية كأحد الأولويات القصوى للمستقبل القريب في الفيزياء النووية في الولايات المتحدة. 
وفي عام 2020 أعلنت وزارة الطاقة الأمريكية أنه سيتم بناء مصادم الأيونات والإلكترونات خلال السنوات العشر القادمة في مختبر بروكهافن الوطني (BNL) في أبتون ، نيويورك ، بتكلفة تقديرية من 1.6 إلى 2.6 مليار دولار. 
في 18 سبتمبر 2020 ، أقيم حفل قص الشريط في مختبر بروكهافن الوطني BNL ، حيث تم إطلاق مشروع تطوير وبناء EIC رسميًا. 

## التصاميم المقترحة
في الولايات المتحدة ، يمتلك مختبر بروكهافن الوطني تصميمًا معلنًا لـلمصادم EIC المقرر بناؤه خلال عقد العشرينيات . في أوروبا ، لدى المنظمة الأوروبية للأبحاث النووية ( سيرن ) خططًا للمصادم LHeC . هناك أيضًا خطط صينية وروسية لمصادم إلكترون-أيون.

### eRHIC
يقترح التصميم النظري لمختبر بروكهافن الوطني ، eRHIC ، ترقية المصادم الأيوني الثقيل النسبي الحالي الذي يصطدم حزم الضوء بالأيونات الثقيلة بما في ذلك البروتونات المستقطبة ، مع "منشأة إلكترونات مستقطبة".  في 9 يناير 2020 ، أعلن بول دبار ، وكيل وزارة الطاقة الأمريكية ، مكتب العلوم ، أن تصميم BNL eRHIC قد تم اختياره بدلا من التصميم الأولي الذي قدمه مختبر Thomas Jefferson National Accelerator Facility كتصميم للمصادم الأيونات والإلكترونات في المستقبل في الولايات المتحدة الأمريكية. بالإضافة إلى اختيار الموقع ، تم الإعلان عن حصول BNL EIC على عقد CD-0 (احتياج المهمة) من وزارة الطاقة. 

### LHeC
سوف يستخدم LHeC مسرع مصادم الهادرونات الكبير الحالي (الموجود في سويسرا) ويضيف مسرعًا إلكترونيًا لتصادم الإلكترونات مع الهادرونات .  

## التحديات الفنية

### الاستقطاب
من أجل فهم اعتماد السبن (العزم المغزلي للجسيمات) على اصطدامات الإلكترون والنيكلون ، يجب استقطاب كل من الحزمة الأيونية وحزمة الإلكترونات. ويعتبر تحقيق مستويات عالية من الاستقطاب للجسيمات والمحافظة عليها تحديًا كبيرا. تطرح النيوكليونات والإلكترونات قضايا فيزيائية مختلفة. يتأثر استقطاب الإلكترون بالإشعاع السنكروتروني . هذا يؤدي إلى كل من الاستقطاب الذاتي عبر تأثير سوكولوف ترنوف وإزالة الاستقطاب بسبب تأثيرات التقلبات الكمومية . بتجاهل تأثيرات إشعاع السنكروترون تتبع حركة السبين معادلة Thomas BMT .

### تحقيق شدة لمعان عالي
يحدد اللمعان (كثرة الجسيمات أو الأشعة) معدلات التفاعلات بين الإلكترونات والنوكليونات. كلما كان التفاعل أضعف ، كان اللمعان الأعلى مطلوبًا للوصول إلى قياسات مناسبة في الاختبار . يتناسب اللمعان عكسياً مع حاصل ضرب شدتي الشعاعين المتصادمين ، مما يعني أنه كلما كانت انبعاثات الحزم أصغر يزداد اللمعان. في حين يتحدد انبعاث شعاع الإلكترون (لحلقة التخزين) من خلال التوازن بين التخميد والانتشار من الإشعاع السنكروتروني ، ويتم تحديد انبعاث الحزمة الأيونية من خلال القيمة المحقونة في البداية. يمكن تقليل انبعاث الحزمة الأيونية عبر طرق مختلفة لتبريد الحزمة ، مثل التبريد الإلكتروني أو التبريد العشوائي . بالإضافة إلى ذلك يجب الأخذ في الاعتبار تأثير تشتت جسيمات الفيض أو الشعاع فيما بينها ، والذي هو إلى حد كبير يكون ناتجا عن التسخين.

## الغرض العلمي
يسمح مصادم الإلكترونات -الأيونات باختبار البنية التحتية للبروتونات والنيوترونات بواسطة الإلكترونات عالية الطاقة. تتكون البروتونات والنيوترونات من كواركات تتفاعل مع بعضها البعض بال تفاعل القوي بوساطة الغلوونات التي تربط بين الكواركات . المجال العام الذي يشمل دراسة هذه الظواهر الأساسية هو الفيزياء النووية ، حيث يكون الإطار المقبول للفحص أخذا في الاعتبار الديناميكا اللونية الكمومية ، و "الألوان الطيفية" الناتجة عن حقيقة أن الكواركات موصوفة بأنها تحتوي على ثلاث قيم مختلفة محتملة لشحنة اللون (أحمر ، أخضر أو أزرق).
تتضمن بعض الألغاز المتبقية المرتبطة بالأنوية الذرية كيفية ظهور الخصائص النووية مثل اللف (سبن) والكتلة من ديناميكيات مكونات المستوى الأدنى للكواركات والغلوونات. تتضمن صيغ هذه الألغاز ، التي تشمل مشاريع بحثية ، أزمة سبن البروتون ولغز تقدير نصف قطر البروتون .

## التعاون
مجموعة مستخدمي مصادم الإلكترونات -الأيونات: 

## التمويل
في عام 2022 أفاد مكتب العلوم في وزارة الطاقة أن ميزانية مصادم الإلكترونات - الأيونات ستبلغ 30 مليون دولار ، بينما يتطلب المشروع 120 مليون دولار للقيام بمهامه العلمية خلال عام 2023 ، مما يتسبب في أن يمتد الجدول الزمني قبل بناء المصادم. 

## مصادمات الإلكترون والأيونات السابقة
كان أحد مصادم الإلكترون والأيون في الماضي هو مصادم HERA في هامبورغ بألمانيا. أجرت هيرا اختبارتها بين عام 1992 إلى 2007 وقامت بدراسة اصطدام الإلكترونات والبروتونات عند طاقة كتلته تبلغ 318 جيجا إلكترون فولت.